# زندگی نامرئی
زندگی نامرئی (پرتغالی: A Vida Invisível) یک فیلم در ژانر درام به کارگردانی کریم عینوز است که در سال ۲۰۱۹ منتشر شد. نمایش اول این فیلم در ۲۰ مه ۲۰۱۹ در جشنواره کن ۲۰۱۹ بود.